# Heinz Schwarz (Politiker, 1928)

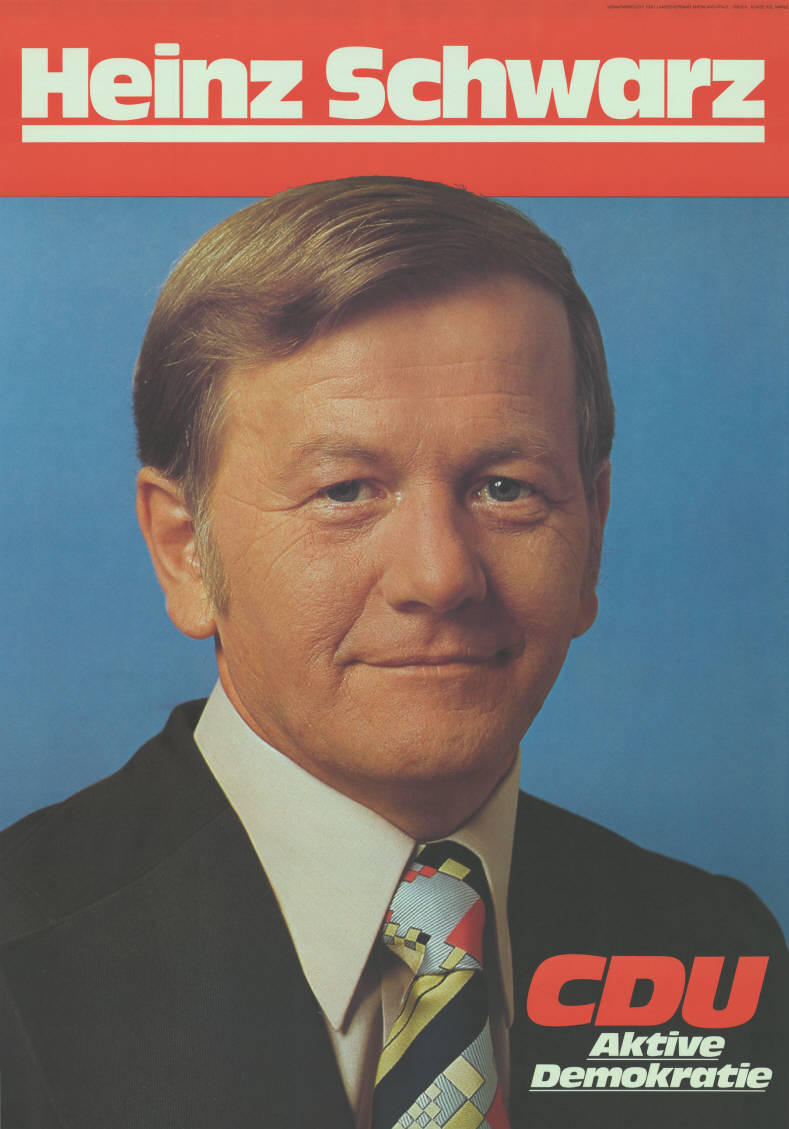
Kandidatenplakat der CDU zur Landtagswahl in Rheinland-Pfalz 1975

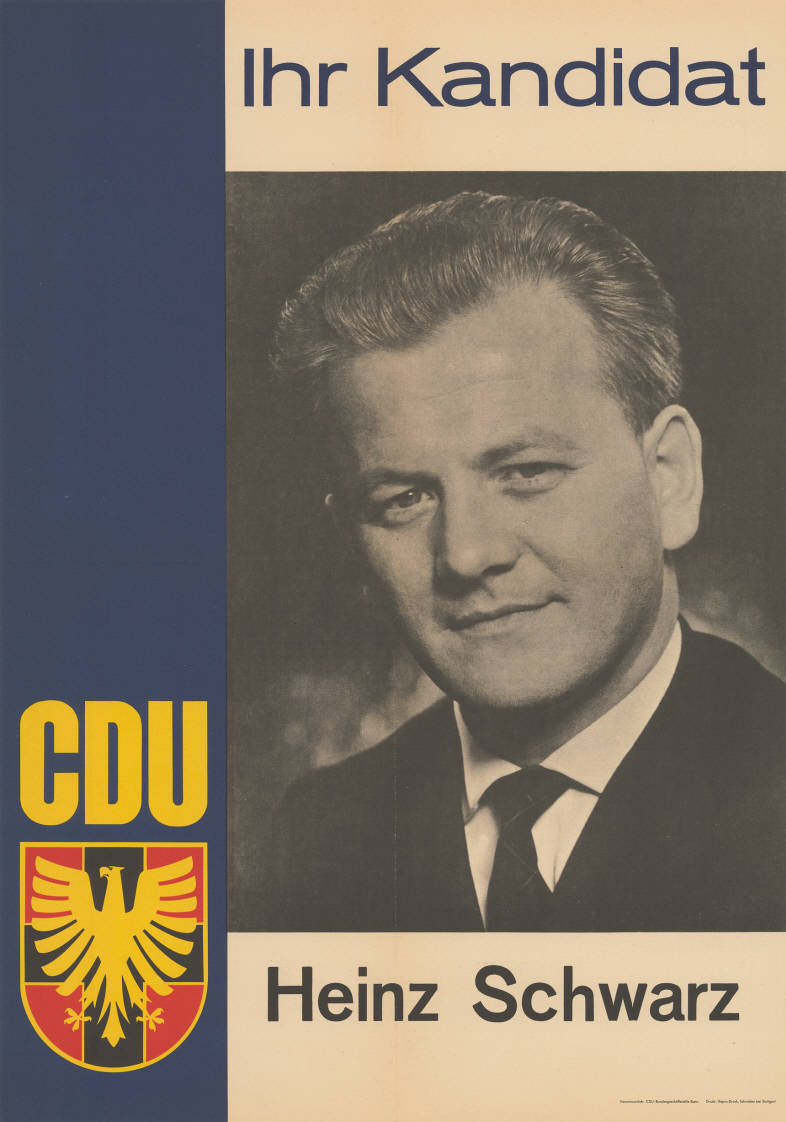
Kandidatenplakat der CDU zur Landtagswahl in Rheinland-Pfalz 1963

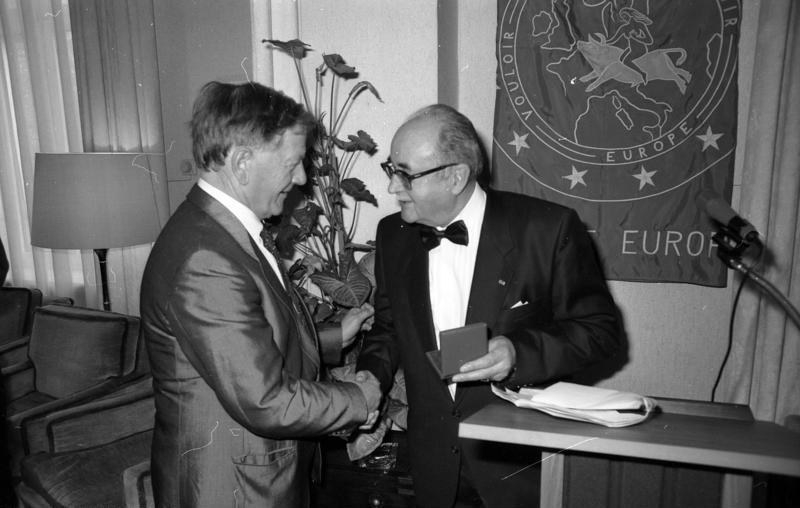
Heinz Schwarz erhält 1989 die Auszeichnung Mérite Européen

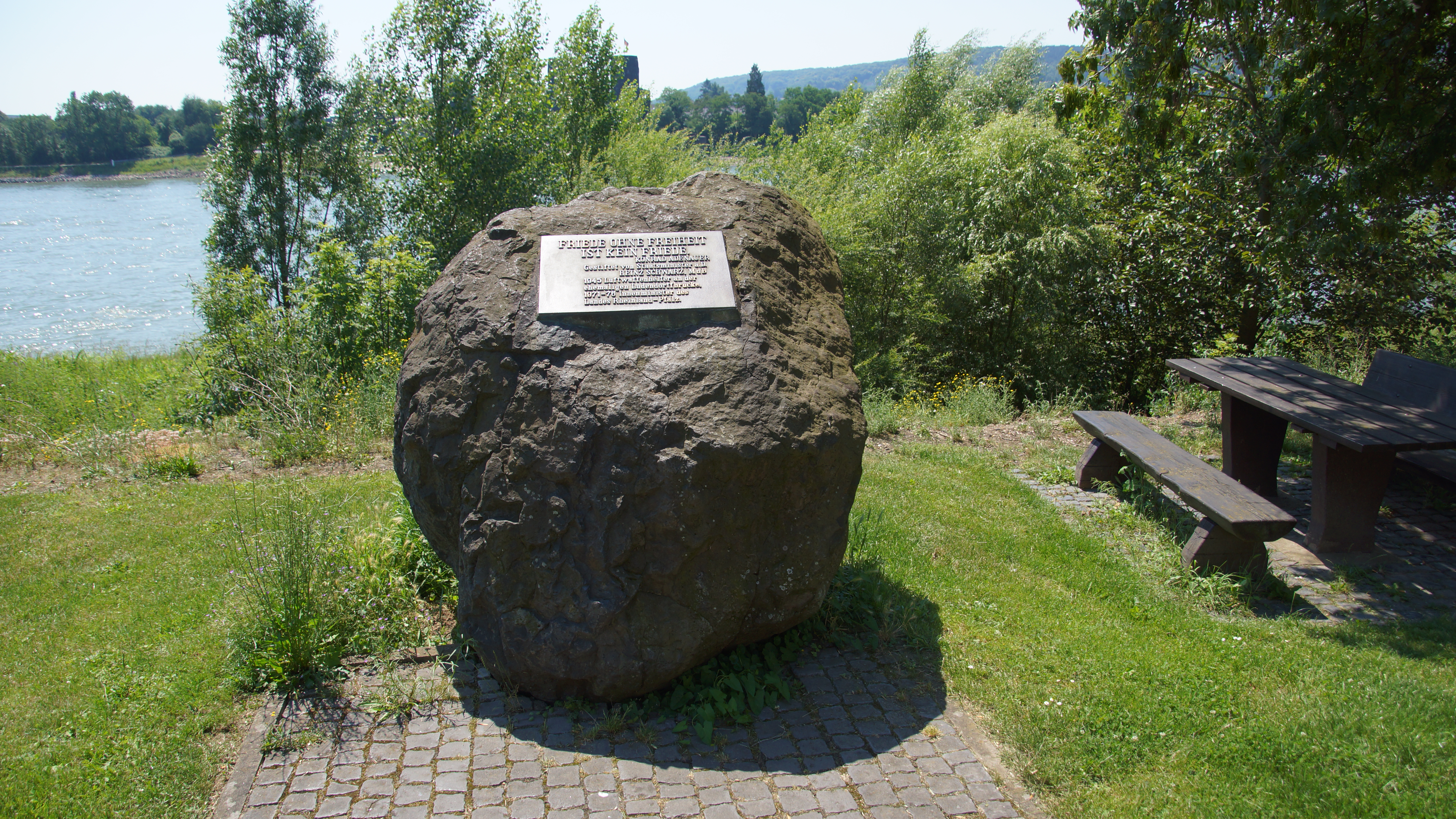
Friede ohne Freiheit ist kein Friede, von Heinz Schwarz 1988 gestiftete Gedenktafel in Erpel

Heinz Schwarz (* 24. Juli 1928 in Leubsdorf; † 6. März 2023) war ein deutscher Politiker (CDU).

## Leben und Beruf
Schwarz war der Sohn eines Winzers und Gastwirts. Nach dem Besuch der Volks-, Handels- und Weinbauschule nahm er 1944/45 als Luftwaffenhelfer am Zweiten Weltkrieg, so beim Kampf um die Brücke von Remagen am 7. März 1945, teil. Er absolvierte von 1944 bis 1947 eine Ausbildung zum Bankkaufmann bei der Kreissparkasse Neuwied, arbeitete seit 1948 im elterlichen Betrieb und war zeitweise Arbeiter in der Industrie. Später wurde er Inhaber einer Firma in Leubsdorf. Sein Sohn Stefan Schwarz ist ebenfalls Politiker. Sein weiterer Sohn ist der Publizist Thomas Schwarz.

## Partei
Schwarz trat 1947 der Christlich Demokratischen Union Deutschlands (CDU) bei und war von 1949 bis 1951 Geschäftsführer des CDU-Kreisverbandes Neuwied. Er war von 1952 bis 1954 Landessekretär der Jungen Union (JU) in Rheinland-Pfalz und von 1955 bis 1961 Bundessekretär der JU Deutschlands. Von 1961 bis 1964 war er Landesgeschäftsführer der CDU Rheinland-Pfalz und von 1969 bis 1980 Vorsitzender des CDU-Bezirksverbandes Koblenz-Montabaur.

## Abgeordneter
Schwarz war von 1956 bis 1960 Ratsmitglied der Gemeinde Leubsdorf und von 1956 bis 1971 Kreistagsmitglied des Kreises Neuwied. Er wurde 1959 in den Rheinland-Pfälzischen Landtag gewählt und war dort von 1967 bis 1971 stellvertretender Vorsitzender der CDU-Fraktion sowie Vorsitzender des Innenausschusses. 1976 wurde er im Wahlkreis Neuwied in den Deutschen Bundestag gewählt und legte sein Landtagsmandat nieder. Im Bundestag, aus dem er 1990 ausschied, war er Mitglied des Auswärtigen Ausschusses.

## Öffentliche Ämter
Schwarz amtierte von 1964 bis 1971 als Bürgermeister des Amtes (heute Verbandsgemeinde) Bad Hönningen und war gleichzeitig ehrenamtlicher Bürgermeister der Stadt Bad Hönningen. Er wurde am 18. Mai 1971 als Nachfolger von August Wolters als Innenminister in die von Ministerpräsident Helmut Kohl geführte Landesregierung von Rheinland-Pfalz berufen. Nach seiner Wahl in den Bundestag schied er am 2. Dezember 1976 aus der Regierung aus und wurde als Innenminister von Kurt Böckmann abgelöst.

## Besonderheit
Wie die CDU 2020 bekanntgab, nahm Heinz Schwarz an bis dahin sämtlichen Bundesparteitagen der CDU teil, angefangen beim Gründungsparteitag des Bundesverbands 1950. Außer für ihn traf dies nur noch für den 2020 verstorbenen Günter-Helge Strickstrack zu.
Zudem war er der letzte noch lebende Abgeordnete des 1959 gewählten rheinland-pfälzischen Landtags.

## Ehrungen
- 1969: Verdienstkreuz am Bande der Bundesrepublik Deutschland
- 1974: Verdienstkreuz 1. Klasse der Bundesrepublik Deutschland
- 1986: Großes Verdienstkreuz der Bundesrepublik Deutschland
- 1989: Mérite Européen

## Werke
- Sicherheit oder Freiheit, Stuttgart 1974
- Fahndungsskandal Schleyer, 1978

## Kabinettsmitgliedschaften
- Kabinett Kohl II Minister des Innern 1971–1975
- Kabinett Kohl III Minister des Innern 1975–1976